# Giải bóng đá Hạng Nhất Quốc gia 2009
Giải vô địch bóng đá hạng nhất Việt Nam 2009 (Cúp Sino) (theo tên nhà tài trợ) diễn ra từ 6 tháng 2 đến 22 tháng 8 năm 2009.

## Thông tin về giải đấu
Giải đấu có 14 câu lạc bộ tham dự. Khi giải đấu kết thúc sẽ chọn ra 2 đội đứng đầu lên hạng chuyên nghiệp mùa bóng sau, đội đứng thứ 3 đấu loại trực tiếp với đội đứng thứ 12 giải chuyên nghiệp để tranh 1 suất dự giải chuyên nghiệp mùa sau, 2 đội đứng cuối bảng xuống chơi ở hạng Nhì.

### Danh sách các câu lạc bộ tham dự
14 câu lạc bộ và đội bóng tham dự. (in đậm nghiêng: mới xuống hạng từ V-League 2008, in nghiêng: mới lên hạng từ Giải hạng nhì 2008)
| - An Đô-An Giang (Ando G. A.Giang) - Bình Định - Thành phố Cần Thơ (TP. Cần Thơ) - Đồng Nai Berjaya (Đồng Nai.Ber) - Hà Nội ACB - Hòa Phát Hà Nội (Hoà Phát HN) - Huda Huế |  | - Xi măng The VISSAI Ninh Bình (XM the Vissai NB) - Nhựa Hoa Sen-Quảng Nam (NHS Q.Nam) - Quảng Ngãi - Than Quảng Ninh (Than-Q.Ninh) - Sài Gòn United - Tây Ninh - Tôn Phước Khanh Tiền Giang (TPK T.Giang) |  |  |

### Sự thay đổi tên gọi
So với mùa giải trước, một số câu lạc bộ thay đổi nhà tài trợ nên thay đổi tên gọi:
- Hancofood Cần Thơ đổi tên thành Thành phố Cần Thơ.
- Xi măng Vinakansai Ninh Bình đổi tên thành Ximăng The Vissai Ninh Bình.
- Giày Thành Công-Tây Ninh bỏ tên nhà tài trợ, chỉ còn là Tây Ninh.
- SHS Tiền Giang đổi tên thành Tôn Phước Khanh Tiền Giang.

Thay đổi trong mùa giải:
- Kể từ vòng đấu thứ 7, 27 tháng 3 năm 2009, Câu lạc bộ bóng đá Tây Ninh đổi tên thành Câu lạc bộ bóng đá Xi măng Fico Tây Ninh (XM Fico T.Ninh)[2]
- Kể từ ngày 7 tháng 5 năm 2009 Câu lạc bộ bóng đá Quảng Ngãi đổi tên thành Sách Thành Nghĩa Quảng Ngãi (STN Q.Ngãi)[3]

## Lịch thi đấu và kết quả chi tiết
| Lượt đi    | Lượt đi    | Lượt đi | Trận                                   | Trận | Trận                                   | Lượt về | Lượt về    | Lượt về    |
| ---------- | ---------- | ------- | -------------------------------------- | ---- | -------------------------------------- | ------- | ---------- | ---------- |
| Ngày       | Sân        | Tỷ số   | Đội                                    |      | Đội                                    | Tỷ số   | Sân        | Ngày       |
| 6 tháng 2  | Hàng Đẫy   | 1–1     | Hòa Phát Hà Nội                        | –    | Hà Nội ACB                             | 0–0     | Hàng Đẫy   | 5 tháng 6  |
| 6 tháng 2  | Cẩm Phả    | 0–2     | Than Quảng Ninh                        | –    | Xi măng The VISSAI Ninh Bình           | 1–3     | Ninh Bình  | 5 tháng 6  |
| 6 tháng 2  | Tự Do      | 2–0     | Huda Huế                               | –    | Nhựa Hoa Sen-Quảng Nam                 | 1–0     | Quảng Nam  | 5 tháng 6  |
| 6 tháng 2  | Quảng      | 0–2     | Quảng Ngãi Sách Thành Nghĩa Quảng Ngãi | –    | Bình Định                              | 0–3     | Quy Nhơn   | 5 tháng 6  |
| 6 tháng 2  | Tây Ninh   | 3–2     | Tây Ninh Xi măng Fico Tây Ninh         | –    | Đồng Nai Berjaya                       | 1–1     | Đồng Nai   | 5 tháng 6  |
| 6 tháng 2  | An Giang   | 0–1     | An Đô-An Giang                         | –    | Thành phố Cần Thơ                      | 1–2     | Cần Thơ    | 5 tháng 6  |
| 6 tháng 2  | Tiền Giang | 1–0     | Tôn Phước Khanh Tiền Giang             | –    | Sài Gòn United                         | 1–2     | Thống Nhất | 30 tháng 5 |
| 14 tháng 2 | Ninh Bình  | 0–0     | Xi măng The VISSAI Ninh Bình           | –    | Hòa Phát Hà Nội                        | 2–0     | Hàng Đẫy   | 9 tháng 6  |
| 14 tháng 2 | Hàng Đẫy   | 1–2     | Hà Nội ACB                             | –    | Than Quảng Ninh                        | 1–2     | Cửa Ông    | 9 tháng 6  |
| 14 tháng 2 | Quảng Nam  | 1–1     | Nhựa Hoa Sen-Quảng Nam                 | –    | Quảng Ngãi Sách Thành Nghĩa Quảng Ngãi | 2–2     | Quảng Ngãi | 9 tháng 6  |
| 14 tháng 2 | Quy Nhơn   | 0–0     | Bình Định                              | –    | Huda Huế                               | 0–3     | Tự Do      | 9 tháng 6  |
| 14 tháng 2 | Đồng Nai   | 2–0     | Đồng Nai Berjaya                       | –    | An Đô-An Giang                         | 2–3     | An Giang   | 9 tháng 6  |
| 14 tháng 2 | Thống Nhất | 1–2     | Sài Gòn United                         | –    | Tây Ninh Xi măng Fico Tây Ninh         | 1–2     | Tây Ninh   | 9 tháng 6  |
| 14 tháng 2 | Cần Thơ    | 0–0     | Thành phố Cần Thơ                      | –    | Tôn Phước Khanh Tiền Giang             | 2–0     | Tiền Giang | 9 tháng 6  |
| 28 tháng 2 | Hàng Đẫy   | 1–0     | Hà Nội ACB                             | -    | Xi măng The VISSAI Ninh Bình           | 1-1     | Ninh Bình  | 13 tháng 6 |
| 28 tháng 2 | Cẩm Phả    | 0–0     | Than Quảng Ninh                        | -    | Hòa Phát Hà Nội                        | 2-3     | Hàng Đẫy   | 13 tháng 6 |
| 28 tháng 2 | Quảng Ngãi | 1–1     | Quảng Ngãi Sách Thành Nghĩa Quảng Ngãi | -    | Huda Huế                               | 1-1     | Tự Do      | 13 tháng 6 |
| 28 tháng 2 | Quy Nhơn   | 3–1     | Bình Định                              | -    | Nhựa Hoa Sen-Quảng Nam                 | 2-1     | Quảng Nam  | 13 tháng 6 |
| 28 tháng 2 | Tây Ninh   | 3–0     | Tây Ninh Xi măng Fico Tây Ninh         | -    | Tôn Phước Khanh Tiền Giang             | 0-3     | Tiền Giang | 13 tháng 6 |
| 28 tháng 2 | An Giang   | 2–0     | An Đô-An Giang                         | -    | Sài Gòn United                         | 2-0     | Thống Nhất | 13 tháng 6 |
| 28 tháng 2 | Cần Thơ    | 1–2     | Thành phố Cần Thơ                      | -    | Đồng Nai Berjaya                       | 1-1     | Đồng Nai   | 13 tháng 6 |
| 6 tháng 3  | Tự Do      | 1–0     | Huda Huế                               | -    | Hà Nội ACB                             | 1-1     | Hàng Đẫy   | 20 tháng 6 |
| 7 tháng 3  | Cẩm Phả    | 2–0     | Than Quảng Ninh                        | -    | Quảng Ngãi Sách Thành Nghĩa Quảng Ngãi | 3-1     | Quảng Ngãi | 20 tháng 6 |
| 7 tháng 3  | Hàng Đẫy   | 1–0     | Hòa Phát Hà Nội                        | -    | Bình Định                              | 0-4     | Quy Nhơn   | 20 tháng 6 |
| 7 tháng 3  | Quảng Nam  | 1–1     | Nhựa Hoa Sen-Quảng Nam                 | -    | Xi măng The VISSAI Ninh Bình           | 0-3     | Ninh Bình  | 20 tháng 6 |
| 7 tháng 3  | An Giang   | 1–1     | An Đô-An Giang                         | -    | Tây Ninh Xi măng Fico Tây Ninh         | 0-0     | Tây Ninh   | 20 tháng 6 |
| 7 tháng 3  | Tiền Giang | 2–2     | Tôn Phước Khanh Tiền Giang             | -    | Đồng Nai Berjaya                       | 0-1     | Đồng Nai   | 20 tháng 6 |
| 7 tháng 3  | Thống Nhất | 1–0     | Sài Gòn United                         | -    | Thành phố Cần Thơ                      | 1-2     | Cần Thơ    | 20 tháng 6 |
| 14 tháng 3 | Hàng Đẫy   | 1–1     | Hòa Phát Hà Nội                        | -    | Quảng Ngãi Sách Thành Nghĩa Quảng Ngãi | 1-0     | Quảng Ngãi | 27 tháng 6 |
| 14 tháng 3 | Quy Nhơn   | 2–0     | Bình Định                              | -    | Than Quảng Ninh                        | 0-4     | Cửa Ông    | 27 tháng 6 |
| 14 tháng 3 | Ninh Bình  | 2–0     | Xi măng The VISSAI Ninh Bình           | -    | Huda Huế                               | 1-0     | Tự Do      | 27 tháng 6 |
| 14 tháng 3 | Cần Thơ    | 3–1     | Thành phố Cần Thơ                      | -    | Tây Ninh Xi măng Fico Tây Ninh         | 1-1     | Tây Ninh   | 27 tháng 6 |
| 14 tháng 3 | Đồng Nai   | 0–1     | Đồng Nai Berjaya                       | -    | Sài Gòn United                         | 1-4     | Thống Nhất | 27 tháng 6 |
| 14 tháng 3 | Tiền Giang | 3–0     | Tôn Phước Khanh Tiền Giang             | -    | An Đô-An Giang                         | 0-1     | An Giang   | 27 tháng 6 |
| 1 tháng 4  | Quảng Nam  | 3–2     | Nhựa Hoa Sen-Quảng Nam                 | -    | Hà Nội ACB                             | 2-4     | Hàng Đẫy   | 27 tháng 6 |
| 21 tháng 3 | Quảng Ngãi | 1–1     | Quảng Ngãi Sách Thành Nghĩa Quảng Ngãi | -    | An Đô-An Giang                         | 1-3     | An Giang   | 4 tháng 7  |
| 21 tháng 3 | Quy Nhơn   | 0–0     | Bình Định                              | -    | Thành phố Cần Thơ                      | 1-3     | Cần Thơ    | 4 tháng 7  |
| 21 tháng 3 | Ninh Bình  | 2–0     | Xi măng The VISSAI Ninh Bình           | -    | Tôn Phước Khanh Tiền Giang             | 3-1     | Tiền Giang | 4 tháng 7  |
| 21 tháng 3 | Hàng Đẫy   | 3–2     | Hà Nội ACB                             | -    | Sài Gòn United                         | 2-1     | Thống Nhất | 4 tháng 7  |
| 21 tháng 3 | Tây Ninh   | 3–1     | Tây Ninh Xi măng Fico Tây Ninh         | -    | Hòa Phát Hà Nội                        | 1-2     | Hàng Đẫy   | 4 tháng 7  |
| 21 tháng 3 | Cẩm Phả    | 1–1     | Than Quảng Ninh                        | -    | Huda Huế                               | 0-0     | Tự Do      | 4 tháng 7  |
| 21 tháng 3 | Đồng Nai   | 2–0     | Đồng Nai Berjaya                       | -    | Nhựa Hoa Sen-Quảng Nam                 | 0-0     | Quảng Nam  | 4 tháng 7  |
| 28 tháng 3 | An Giang   | 3–5     | An Đô-An Giang                         | -    | Bình Định                              | 2-2     | Quy Nhơn   | 11 tháng 7 |
| 28 tháng 3 | Quảng Ngãi | 1–1     | Quảng Ngãi Sách Thành Nghĩa Quảng Ngãi | -    | Thành phố Cần Thơ                      | 1-1     | Cần Thơ    | 11 tháng 7 |
| 28 tháng 3 | Hàng Đẫy   | 2–1     | Hà Nội ACB                             | -    | Tôn Phước Khanh Tiền Giang             | 0-3     | Tiền Giang | 11 tháng 7 |
| 28 tháng 3 | Thống Nhất | 0–0     | Sài Gòn United                         | -    | Xi măng The VISSAI Ninh Bình           | 0-3     | Ninh Bình  | 11 tháng 7 |
| 28 tháng 3 | Tự Do      | 0–1     | Huda Huế                               | -    | Hòa Phát Hà Nội                        | 0-3     | Hàng Đẫy   | 11 tháng 7 |
| 28 tháng 3 | Tây Ninh   | 1–1     | Xi măng FicoTây Ninh                   | -    | Nhựa Hoa Sen-Quảng Nam                 | 0-1     | Quảng Nam  | 11 tháng 7 |
| 28 tháng 3 | Cẩm Phả    | 1–0     | Than Quảng Ninh                        | -    | Đồng Nai Berjaya                       | 1-1     | Đồng Nai   | 11 tháng 7 |
| 11 tháng 4 | Ninh Bình  | 2-0     | Xi măng The VISSAI Ninh Bình           | -    | An Đô-An Giang                         | 0-0     | An Giang   | 18 tháng 7 |
| 11 tháng 4 | Cần Thơ    | 3-1     | Thành phố Cần Thơ                      | -    | Hà Nội ACB                             | 1-1     | Hàng Đẫy   | 18 tháng 7 |
| 11 tháng 4 | Tiền Giang | 3-0     | Tôn Phước Khanh Tiền Giang             | -    | Quảng Ngãi Sách Thành Nghĩa Quảng Ngãi | 1-2     | Quảng Ngãi | 18 tháng 7 |
| 11 tháng 4 | Thống Nhất | 2-1     | Sài Gòn United                         | -    | Bình Định                              | 0-1     | Quy Nhơn   | 18 tháng 7 |
| 11 tháng 4 | Hàng Đẫy   | 1-0     | Hòa Phát Hà Nội                        | -    | Đồng Nai Berjaya                       | 2-0     | Đồng Nai   | 18 tháng 7 |
| 11 tháng 4 | Quảng Nam  | 2-1     | Nhựa Hoa Sen-Quảng Nam                 | -    | Than Quảng Ninh                        | 3-3     | Cửa Ông    | 18 tháng 7 |
| 11 tháng 4 | Tự Do      | 2-0     | Huda Huế                               | -    | Xi măng FicoTây Ninh                   | 0-2     | Tây Ninh   | 18 tháng 7 |
| 17 tháng 4 | Hàng Đẫy   | 1-0     | Hà Nội ACB                             | -    | An Đô-An Giang                         | 0-0     | An Giang   | 25 tháng 7 |
| 18 tháng 4 | Cần Thơ    | 0-2     | Thành phố Cần Thơ                      | -    | Xi măng The VISSAI Ninh Bình           | 1-2     | Ninh Bình  | 25 tháng 7 |
| 18 tháng 4 | Quảng Ngãi | 0-4     | Quảng Ngãi Sách Thành Nghĩa Quảng Ngãi | -    | Sài Gòn United                         | 1-2     | Thống Nhất | 25 tháng 7 |
| 18 tháng 4 | Quy Nhơn   | 2-1     | Bình Định                              | -    | Tôn Phước Khanh Tiền Giang             | 0-1     | Tiền Giang | 25 tháng 7 |
| 18 tháng 4 | Cửa Ông    | 4-0     | Than Quảng Ninh                        | -    | Xi măng FicoTây Ninh                   | 1-1     | Tây Ninh   | 25 tháng 7 |
| 18 tháng 4 | Đồng Nai   | 0-1     | Đồng Nai Berjaya                       | -    | Huda Huế                               | 0-5     | Tự Do      | 25 tháng 7 |
| 18 tháng 4 | Quảng Nam  | 1-1     | Nhựa Hoa Sen-Quảng Nam                 | -    | Hòa Phát Hà Nội                        | 1-1     | Hàng Đẫy   | 26 tháng 7 |
| 25 tháng 4 | Hàng Đẫy   | 2-0     | Hòa Phát Hà Nội                        | -    | Thành phố Cần Thơ                      | 2-2     | Cần Thơ    | 1 tháng 8  |
| 25 tháng 4 | An Giang   | 1-0     | An Đô-An Giang                         | -    | Than Quảng Ninh                        | 2-2     | Cẩm Phả    | 1 tháng 8  |
| 25 tháng 4 | Tự Do      | 2-0     | Huda Huế                               | -    | Tôn Phước Khanh Tiền Giang             | 0-1     | Tiền Giang | 1 tháng 8  |
| 25 tháng 4 | Thống Nhất | 0-0     | Sài Gòn United                         | -    | Nhựa Hoa Sen-Quảng Nam                 | 3-1     | Quảng Nam  | 1 tháng 8  |
| 25 tháng 4 | Đồng Nai   | 3-0     | Đồng Nai Berjaya                       | -    | Quảng Ngãi Sách Thành Nghĩa Quảng Ngãi | -       | Quảng Ngãi | 1 tháng 8  |
| 25 tháng 4 | Tây Ninh   | 2-1     | Xi măng FicoTây Ninh                   | -    | Hà Nội ACB                             | 1-1     | Hàng Đẫy   | 1 tháng 8  |
| 25 tháng 4 | Ninh Bình  | 2-0     | Xi măng The VISSAI Ninh Bình           | -    | Bình Định                              | 0-1     | Quy Nhơn   | 1 tháng 8  |
| 1 tháng 5  | Hàng Đẫy   | 0-0     | Hà Nội ACB                             | -    | Đồng Nai Berjaya                       | 0-2     | Đồng Nai   | 8 tháng 8  |
| 2 tháng 5  | Cần Thơ    | 1-0     | Thành phố Cần Thơ                      | -    | Than Quảng Ninh                        | 2-2     | Cẩm Phả    | 8 tháng 8  |
| 2 tháng 5  | An Giang   | 0-3     | An Đô-An Giang                         | -    | Hòa Phát Hà Nội                        | 0-5     | Hàng Đẫy   | 8 tháng 8  |
| 2 tháng 5  | Tiền Giang | 2-0     | Tôn Phước Khanh Tiền Giang             | -    | Nhựa Hoa Sen-Quảng Nam                 | 0-1     | Quảng Nam  | 8 tháng 8  |
| 2 tháng 5  | Thống Nhất | 0-0     | Sài Gòn United                         | -    | Huda Huế                               | 0-1     | Tự Do      | 8 tháng 8  |
| 2 tháng 5  | Quy Nhơn   | 4-2     | Bình Định                              | -    | Xi măng FicoTây Ninh                   | 2-3     | Tây Ninh   | 8 tháng 8  |
| 2 tháng 5  | Ninh Bình  | 2-1     | Xi măng The VISSAI Ninh Bình           | -    | Quảng Ngãi Sách Thành Nghĩa Quảng Ngãi | -       | Quảng Ngãi | 8 tháng 8  |
| 9 tháng 5  | Cửa Ông    | 2-0     | Than Quảng Ninh                        | -    | Sài Gòn United                         | 1-1     | Thống Nhất | 15 tháng 8 |
| 9 tháng 5  | Tự Do      | 0-0     | Huda Huế                               | -    | An Đô-An Giang                         | 0-2     | An Giang   | 15 tháng 8 |
| 9 tháng 5  | Quảng Nam  | 3-3     | Nhựa Hoa Sen-Quảng Nam                 | -    | Thành phố Cần Thơ                      | 1-1     | Cần Thơ    | 15 tháng 8 |
| 9 tháng 5  | Tây Ninh   | 0-1     | Tây Ninh                               | -    | Xi măng The VISSAI Ninh Bình           | 0-3     | Ninh Bình  | 15 tháng 8 |
| 9 tháng 5  | Đồng Nai   | 1-1     | Đồng Nai Berjaya                       | -    | Bình Định                              | 1-2     | Quy Nhơn   | 15 tháng 8 |
| 10 tháng 5 | Hàng Đẫy   | 4-0     | Hòa Phát Hà Nội                        | -    | Tôn Phước Khanh Tiền Giang             | 3-3     | Tiền Giang | 15 tháng 8 |
| 10 tháng 5 | Quảng Ngãi | 3-1     | Sách Thành Nghĩa Quảng Ngãi            | -    | Hà Nội ACB                             | -       | Hàng Đẫy   | 15 tháng 8 |
| 15 tháng 5 | Quy Nhơn   | 4-1     | Bình Định                              | -    | Hà Nội ACB                             | 2-4     | Hàng Đẫy   | 22 tháng 8 |
| 16 tháng 5 | Hàng Đẫy   | 1-0     | Hòa Phát Hà Nội                        | -    | Sài Gòn United                         | 0-2     | Thống Nhất | 22 tháng 8 |
| 16 tháng 5 | Tiền Giang | 0-1     | Tôn Phước Khanh Tiền Giang             | -    | Than Quảng Ninh                        | 3-2     | Cẩm Phả    | 22 tháng 8 |
| 16 tháng 5 | Tự Do      | 0-1     | Huda Huế                               | -    | Thành phố Cần Thơ                      | 1-1     | Cần Thơ    | 22 tháng 8 |
| 16 tháng 5 | An Giang   | 0-0     | An Đô-An Giang                         | -    | Nhựa Hoa Sen-Quảng Nam                 | 0-0     | Quảng Nam  | 22 tháng 8 |
| 16 tháng 5 | Tây Ninh   | 2-1     | Xi măng FicoTây Ninh                   | -    | Sách Thành Nghĩa Quảng Ngãi            | -       | Quảng Ngãi | 22 tháng 8 |
| 18 tháng 5 | Ninh Bình  | 2-0     | Xi măng The VISSAI Ninh Bình           | -    | Đồng Nai Berjaya                       | 1-2     | Đồng Nai   | 22 tháng 8 |

## Tóm tắt giải đấu
- Vòng đấu thứ hai của giải nổi bật với sự phản ứng của khán giả ở Ninh Bình khi cho rằng đội nhà Ximăng The Vissai Ninh Bình bị xử ép trong trận gặp Hòa Phát Hà Nội (hòa 0–0) với việc 2 cầu thủ bị đuổi ở phút bù giờ và 1 bàn thắng không được công nhận. Họ đã ném đồ vật xuống sân khiến đội khách và trọng tài hơn 1 giờ đồng hồ sau khi kết thúc trận đấu mới có thể rời sân.[5] Ở các trận đấu khác Tây Ninh là đội duy nhất toàn thắng sau 2 vòng đấu, vươn lên dẫn đầu bảng xếp hạng. Một đội mạnh vừa xuống hạng từ V-League 2008 là Hà Nội ACB bất ngờ thua trên sân nhà.
- Ở vòng đấu thứ 17, trận đấu trên Sân vận động Ninh Bình giữa Xi măng The Vissai Ninh Bình và Nhựa Hoa Sen-Quảng Nam diễn ra đến phút 90 hai đội hoà nhau 0-0 thì cầu thủ Lê Sỹ Mạnh (10-Xi măng The Vissai Ninh Bình) ghi bàn, trọng tài Phùng Quốc Quân công nhận bàn thắng này. Tuy nhiên toàn bộ cầu thủ và ban lãnh đạo đội bóng đá Nhựa Hoa Sen-Quảng Nam cho rằng bàn thắng này xuất phát từ một tình huống ném biên sai vị trí nên bỏ ra ngoài sân. Trận đấu không thể tiếp tục. Ngày 23 tháng 6 năm 2009, Tiểu ban kỷ luật của giải đã ra Quyết định số 238/QĐ-LĐBĐVN[4] kỷ luật Nhựa Hoa Sen-Quảng Nam. Theo quyết định này thì Nhựa Hoa Sen-Quảng Nam bị phạt 50 triệu đồng và bị xử thua 0-3.
- Trận thắng 2-1 chiều ngày 25 tháng 7 năm 2009 của Xi măng The VISSAI Ninh Bình trước Thành phố Cần Thơ trên Sân vận động Ninh Bình đã giúp Xi măng The VISSAI Ninh Bình lấy một trong 2 vé chính thức lên chơi Giải vô địch bóng đá Việt Nam 2010.
- Ở vòng đấu 22, trận đấu trên Sân vận động Thống Nhất giữa Sài Gòn United và Sách Thành Nghĩa-Quảng Ngãi diễn ra đến phút 80 khi tỉ số là 2-1 thì Sách Thành Nghĩa-Quảng Ngãi bỏ cuộc để phản đối trọng tài Kiều Việt Hùng cho Sài Gòn United hưởng quả phạt đền ở phút 61.
- Ngày 28 tháng 7 năm 2009, Ban kỷ luật VFF ra quyết định 290/QĐ-LĐBĐVN loại Sách Thành Nghĩa-Quảng Ngãi khỏi giải. Từ quyết định này tất cả các trận đấu của câu lạc bộ này sẽ bị huỷ bỏ và Sách Thành Nghĩa-Quảng Ngãi sẽ là một trong 2 đội phải xuống chơi ở Giải vô địch bóng đá hạng nhì Việt Nam 2010[6].
- Xi măng The VISSAI Ninh Bình chính thức vô địch Giải vô địch bóng đá hạng nhất Việt Nam 2009 ở vòng đấu thứ 23, ngày 1 tháng 8 năm 2009 khi đội bóng đứng thứ nhì là Hòa Phát Hà Nội chỉ kiếm được 1 điểm trên Sân vận động Cần Thơ trước Thành phố Cần Thơ mặc dù tại Sân vận động Quy Nhơn, Xi măng The VISSAI Ninh Bình chịu thất thủ trước chủ nhà Bình Định kết thúc chuỗi 18 trận bất bại của đội bóng cố đô Hoa Lư.
- Với chiến thắng 5 sao của Hòa Phát Hà Nội trước An Đô-An Giang chiều 8 tháng 8 năm 2009 trên Sân vận động Hàng Đẫy ở vòng thi đấu thứ 24 đã giúp Hòa Phát Hà Nội sở hữu chiếc vé chính thức còn lại lên chơi ở Giải vô địch bóng đá Việt Nam 2010.
- Cúp vô địch Giải vô địch bóng đá hạng nhất Việt Nam 2009-Cúp Sino được trao cho Xi măng The VISSAI Ninh Bình trên Sân vận động Ninh Bình vào chiều ngày 15 tháng 8 năm 2009 sau chiến thắng 3-0 của Xi măng The VISSAI Ninh Bình với Xi măng Fico Tây Ninh ở vòng đấu 25. Trong buổi lễ, do khán giả trên khán đài tràn xuống sân chia vui cùng đội bóng với số lượng lớn nên vượt quá khả năng kiểm soát của ban tổ chức và một sự cố hi hữu xảy ra là chiếc cúp vô địch biến mất! Tuy nhiên, chiếc cúp được hoàn trả lại sau khi một khán giả mang về nhà chia vui cùng gia đình, bạn bè[7].
- Chiều ngày 22 tháng 8 năm 2009 vòng đấu thứ 26 khép lại Giải vô địch bóng đá hạng nhất Việt Nam 2009 với chiếc vé rớt hạng còn lại dành cho Sài Gòn United, Thành phố Cần Thơ giành quyền chơi trận play off.

## Thông tin nhân sự
- Thành phố Cần Thơ:Ông Nguyễn Văn Hùng làm huấn luyện viên trưởng thay ông Nguyễn Văn Nhã kể từ 14 tháng 3 năm 2009[8]
- Xi măng The VISSAI Ninh Bình:Ông Nguyễn Văn Sỹ làm huấn luyện viên trưởng thay ông Đoàn Minh Xương kể từ 21 tháng 3 năm 2009[9]
- Nhựa Hoa Sen-Quảng Nam:Ông Trần Vũ làm huấn luyện viên trưởng thay ông Lê Văn Minh kể từ 22 tháng 3 năm 2009[10]
- Đồng Nai Berjaya:Ông Quách Bảo Hùng thay thế ông Hồ Văn Thu làm huấn luyện viên trưởng kể từ ngày 25 tháng 4 năm 2009[11]
- An Đô-An Giang:Ông Trần Văn Khoái thay thế ông Châu Văn Trường làm huấn luyện viên trưởng kể từ ngày 25 tháng 4 năm 2009[11]
- Sách Thành Nghĩa Quảng Ngãi:Ông Hồ Đăng Bồng thay thế ông Võ Thành Sáu làm phó đoàn, ông Nguyễn Kim Hằng làm huấn luyện viên trưởng, ông Trịnh Công Minh làm huấn luyện viên phó kể từ ngày 7 tháng 5 năm 2009[3]
- Sài Gòn United:Ông Nguyễn Văn Nhã làm giám đốc kỹ thuật kể từ ngày 30 tháng 5 năm 2009[12]
- An Đô-An Giang:Ông Lưu Quốc Tân thay thế ông Trần Văn Khoái làm huấn luyện viên trưởng, ông Thái Văn trình làm huấn luyện viên phó kể từ ngày 5 tháng 6 năm 2009[13]
- Tôn Phước Khánh Tiền Giang: Ông Trần Duy Hùng làm huấn luyện viên trưởng kể từ ngày 9 tháng 6 năm 2009[13]
- An Đô-An Giang:Ông Nhan Thiện Nhân thay thế ông Lưu Quốc Tân làm huấn luyện viên trưởng kể từ ngày 13 tháng 6 năm 2009[14]
- Sài Gòn United: Ông Nguyễn Văn Nhã làm huấn luyện viên trưởng thay thế ông Văn Sỹ Hùng kể từ ngày 13 tháng 6 năm 2009[14]
- Sài Gòn United: Ông Văn Sỹ Hùng làm huấn luyện viên trưởng thay thế ông Nguyễn Văn Nhã kể từ ngày 4 tháng 7 năm 2009[15]
- Than Quảng Ninh: Ông Hoàng Thọ làm huấn luyện viên phó thay ông Nguyễn Quang Hoàn kể từ ngày 8 tháng 8 năm 2009[16]

### Cầu thủ ngoại binh
| Câu lạc bộ                   | Cầu thủ 1                | Cầu thủ 2             | Cầu thủ 3                | Cầu thủ nhập tịch                              | Cầu thủ cũ            |
| ---------------------------- | ------------------------ | --------------------- | ------------------------ | ---------------------------------------------- | --------------------- |
| An Đô-An Giang               | Rodrigo Aparecido Toledo | Ivan Mauricio Martins | Bosango M.F. Albert Fuji |                                                | Jeferson Da Cruz Maia |
| Bình Định                    | Bruno De Souza Barbosa   | Nildo Franca Junior   | Cruz De S. Jorge Luiz    |                                                |                       |
| Thành phố Cần Thơ            | Jucelio Batista Da Silva | Rufino D.S. Marcelo   | Willians D.O. Santos     |                                                | Jonah Sawieh          |
| Đồng Nai Berjaya             | Oluchukwu Anthony        | Ngale Thierry         | Paulo H.B. Pimentel      |                                                | Toledo                |
| Hà Nội ACB                   | Alejo Noe Gelatini       | Gajic Goran           | Hassan Koeman Sesay      |                                                | Alexandre D.S. Campos |
| Hòa Phát Hà Nội              | Cedric M. Moukouri       | Bongoba Etienne       | Belibi Celestin Didier   | Isaac Kamu Mylyanga Ronald Martin Katsigazi    | Drame Pape Djibril    |
| Huda Huế                     | Flavio L.N. D. Cruz      | Andrew Opara          | Marcelo Barbieri         |                                                |                       |
| Xi măng The VISSAI Ninh Bình | Agnimou A.J.B. John      | Suleiman O. Abdullahi | Laerte Rodrigue Junior   | Maxwell Eyerakpo Mykola Oleksandrovych Lytovka | Duru Lawrence Rotam   |
| Nhựa Hoa Sen-Quảng Nam       | Elieser Orlando Farias   | Marcos Jeferson       | Cleiton Santos           |                                                | Asante Reginald       |
| Sách Thành Nghĩa Quảng Ngãi  | Ochai Agbaji             | Peter. Ua. Aisekhame  | Carlos H. Rodrigues      |                                                |                       |
| Than Quảng Ninh              | Eduadro Furrier          | Ederson Luiz Lopes    | Leonardo A.Da Costa      |                                                |                       |
| Sài Gòn United               | Toso Carlos Albert       | Alan Jose Darocha     | Jan Hubka                |                                                | Jan Jemlik            |
| Tây Ninh                     | Essien Okon Flo          | Dio Preye             | Uwanaka I. Chemizie      |                                                |                       |
| Tôn Phước Khanh Tiền Giang   | Benjamin                 | Da Costa R.Alex Luis  | Opara Obioma Kingsley    |                                                | Moussa A Lim          |

## Bảng xếp hạng
| VT | Đội                                 | ST | T  | B  | H  | BT | BB | HS  | Đ  | Thăng hạng hoặc xuống hạng                |
| -- | ----------------------------------- | -- | -- | -- | -- | -- | -- | --- | -- | ----------------------------------------- |
| 1  | Xi măng The Vissai Ninh Bình (C, P) | 24 | 16 | 3  | 5  | 38 | 9  | +29 | 53 | Thăng hạng lên V.League 1 2010            |
| 2  | Hòa Phát Hà Nội (P)                 | 24 | 12 | 4  | 8  | 37 | 22 | +15 | 44 | Thăng hạng lên V.League 1 2010            |
| 3  | Thành phố Cần Thơ                   | 24 | 7  | 8  | 9  | 33 | 30 | +3  | 30 | Thi đấu trận play-off thăng hạng          |
| 4  | Bình Định                           | 24 | 11 | 9  | 4  | 39 | 36 | +3  | 37 |                                           |
| 5  | Huda Huế                            | 24 | 8  | 13 | 3  | 26 | 33 | −7  | 27 |                                           |
| 6  | Xi măng Fico Tây Ninh               | 24 | 8  | 9  | 7  | 30 | 37 | −7  | 31 |                                           |
| 7  | Than Quảng Ninh                     | 24 | 7  | 8  | 9  | 33 | 30 | +3  | 30 |                                           |
| 8  | Hà Nội ACB                          | 24 | 7  | 9  | 8  | 29 | 35 | −6  | 29 |                                           |
| 9  | Đồng Nai Berjaya                    | 24 | 7  | 10 | 7  | 26 | 30 | −4  | 28 |                                           |
| 10 | Tôn Phước Khanh Tiền Giang          | 24 | 8  | 13 | 3  | 26 | 33 | −7  | 27 |                                           |
| 11 | An Đô-An Giang                      | 24 | 6  | 9  | 9  | 20 | 31 | −11 | 27 |                                           |
| 12 | Nhựa Hoa Sen-Quảng Nam              | 24 | 4  | 9  | 11 | 23 | 36 | −13 | 23 |                                           |
| 13 | Sài Gòn United (R)                  | 24 | 6  | 14 | 4  | 19 | 32 | −13 | 22 | Xuống thi đấu Giải hạng Nhì Quốc gia 2010 |
| 14 | Sách Thành Nghĩa Quảng Ngãi (R)     | 22 | 2  | 12 | 8  | 19 | 41 | −22 | 14 | Xuống thi đấu Giải hạng Nhì Quốc gia 2010 |

## Trận play-off
Giữa đội xếp thứ 3 và đội xếp thứ 12 của Giải vô địch bóng đá Việt Nam 2009.
| Thành phố Cần Thơ  | 0–1      | Gạch Men Mikado Nam Định                                                                |
| ------------------ | -------- | --------------------------------------------------------------------------------------- |
| - Lê Quang Huy 32' | Chi tiết | - Trần Trọng Lộc 30' - Philip Okoro 35' 49' - Trần Thanh Tùng 37' - Bùi Quang Huy 90+2' |